# إيفا شارلوت مالمستروم
إيفا شارلوت مالمستروم (بالسويدية: Eva-Charlotte Malmström)‏ (ولدت في 18 يناير 1948) هي عداءة سويدية. كانت قد شاركت في سباق 4 × 400 متر للسيدات في أولمبياد صيف 1972 . 

## روابط خارجية
- إيفا شارلوت مالمستروم على موقع أوليمبيديا (الإنجليزية)
- إيفا شارلوت مالمستروم على موقع اللجنة الأولمبية السويدية (السويدية)